# Segmento C

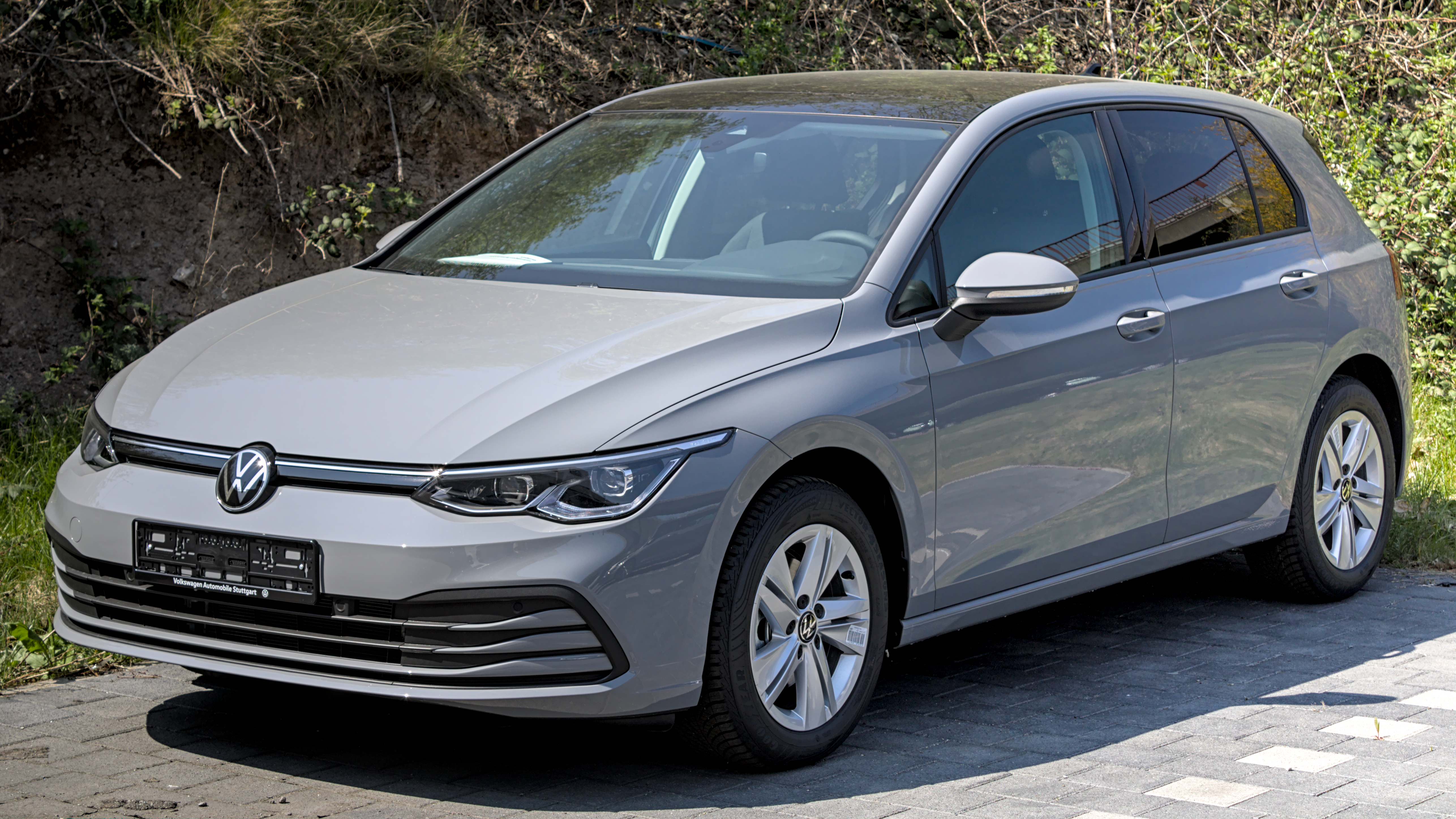
Volkswagen Golf. El Golf popularizó los compactos del segmento C, mientras que la versión de tres volúmenes se denominaba (hasta 2011) Jetta o Vento según el mercado.

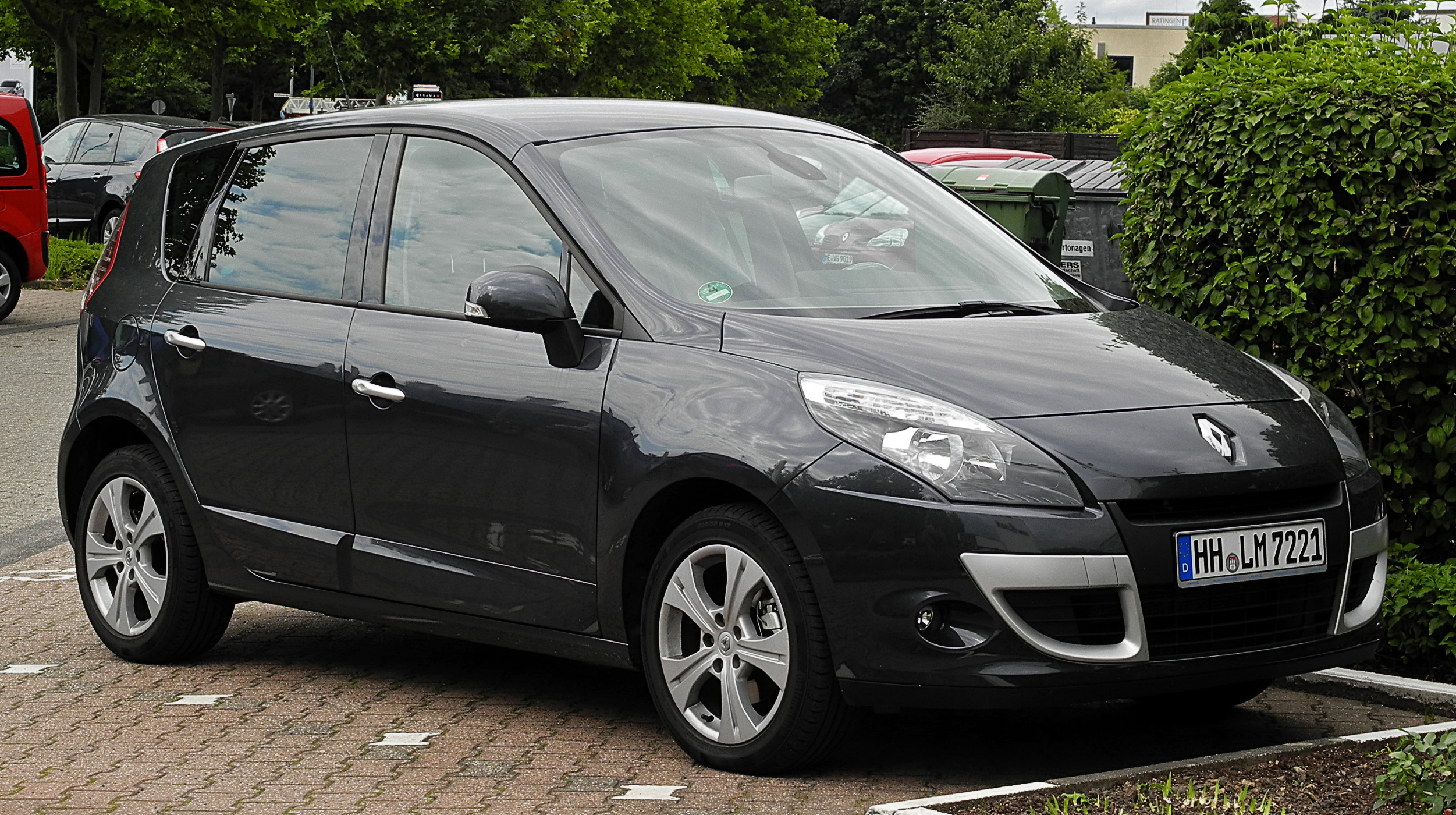
Renault Scénic. El Scénic creó el concepto de monovolumen del segmento C.

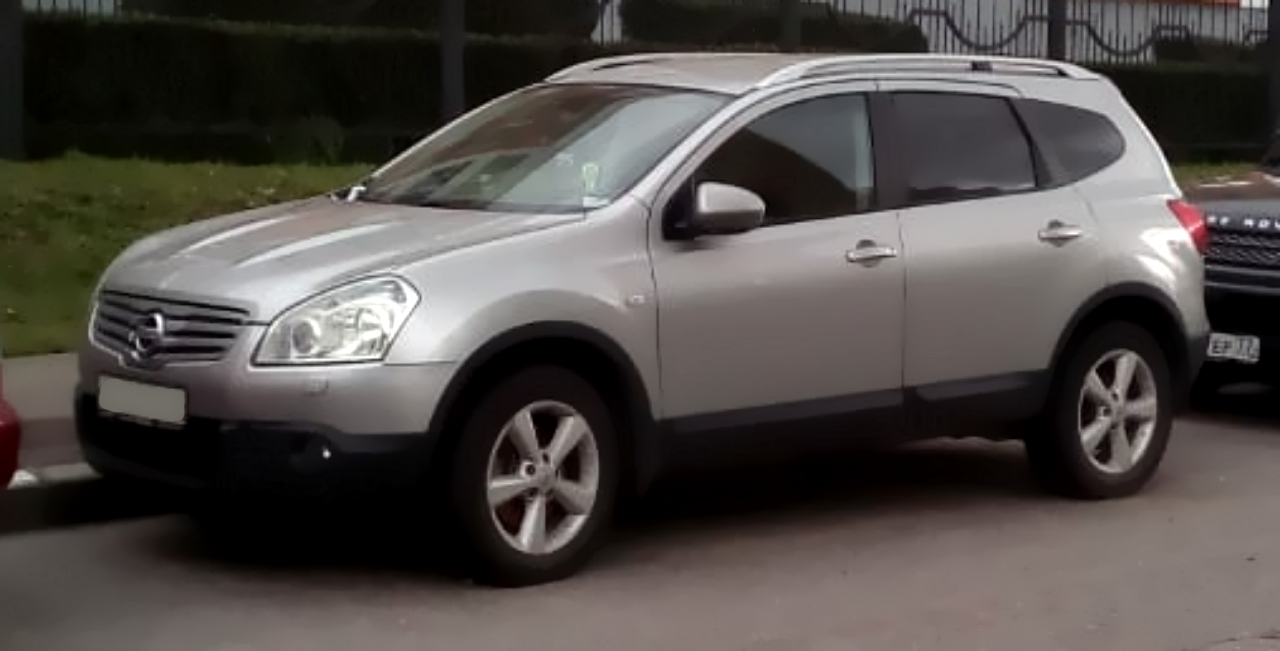
Nissan Qashqai. El Qashqai disparó las ventas de los cross-over SUVs del segmento.

El segmento C es un segmento de automóviles que se ubica entre los segmentos B y D. Generalmente tienen espacio para cinco adultos, y para dos niños más en el caso de monovolúmenes de siete plazas.
En los años 1980, a este segmento se le denominaba a veces "cuatro metros", ya que los modelos solían tener esa longitud. Actualmente, estos vehículos miden aproximadamente 4,3 m de largo en carrocería compacto (5 puertas) o monovolumen de cinco plazas y 4,5 m en el caso de carrocerías sedán, familiar, todoterreno o monovolumen de siete plazas.
Hoy en día, los modelos estándar suelen tener motores de cuatro cilindros de entre 1,4 y 2 litros de cilindrada y potencias entre los 70 kW (90 CV) y los 105 kW (140 CV) por término medio. Los más deportivos pueden alcanzar los 3,2 litros de cilindrada, en algunos casos tienen cinco cilindros en línea o seis cilindros en "V" y pueden desarrollar potencias máximas de hasta aproximadamente 240 kW (320 CV).
Dentro del segmento C, hay varios subsegmentos que corresponden a los distintos tipos de carrocería. Un automóvil de turismo del segmento C se denomina "compacto grande"; un monovolumen es un "monovolumen mediano", y un todoterreno se llama "todoterreno compacto".